# Tygers of Pan Tang
Tygers of Pan Tang – brytyjska grupa heavymetalowa założona przez gitarzystę Robba Weira w 1978. Jeden z przedstawicieli nurtu NWoBHM. Z wieloma zmianami składu grupa gra do dziś, nie osiągając jednak takich sukcesów jak w latach 80 XX w.

## Muzycy

### Obecny skład zespołu
- Jacopo Meille – śpiew (od 2004)
- Robb Weir – gitara (1978-1983, 1999, od 2000)
- Micky Crystal – gitara (od 2013)
- Gav Gray – gitara basowa (1999, od 2011)
- Craig Ellis – perkusja (od 2000)

### Byli członkowie
- Jess Cox – śpiew (1978–1981,1999)
- John Deverill – śpiew (1981–1983, 1984, 1985–1987)
- Tony Liddell – śpiew (2000–2004)
- Richie Wicks – śpiew (2004)
- Steve Lamb – gitara (1984, 1985–1987)
- Neil Sheppard – gitara (1984, 1985–1987)
- John Sykes – gitara (1980–1982)
- Fred Purser – gitara (1982–1983)
- Richard "Rocky" Laws – gitara basowa (1978-1983)
- Clin Irwin – gitara basowa (1983–1985)
- Dave Donaldson – gitara basowa (1978-1983)
- Brian Dick – perkusja (1978-1983, 1985–1987)
- Brian West – gitara basowa (2000–2011)
- Dean "Deano" Robertson – gitara (2000-2013)

## Dyskografia

### Albumy studyjne
- Wild Cat (1980)
- Crazy Nights (1981)
- Spellbound (1981)
- The Cage (1983)
- The Wreck-Age (1985)
- First Kill (1986)
- Burning in the Shade (1987)
- Mystical (2001)
- Noises from the Cathouse (2004)
- Animal Instinct (2008)
- Ambush (2012)
- Tygers of Pan Tang (2016)
- Ritual (2019)

### Albumy koncertowe
- Live at Nottingham Rock City (1981)
- Live at Wacken (2001)
- Live at Nottingham Rock City (2001)
- Live in the Roar (2003)
- Leg of the Boot: Live in Holland (2005)